# Ilha

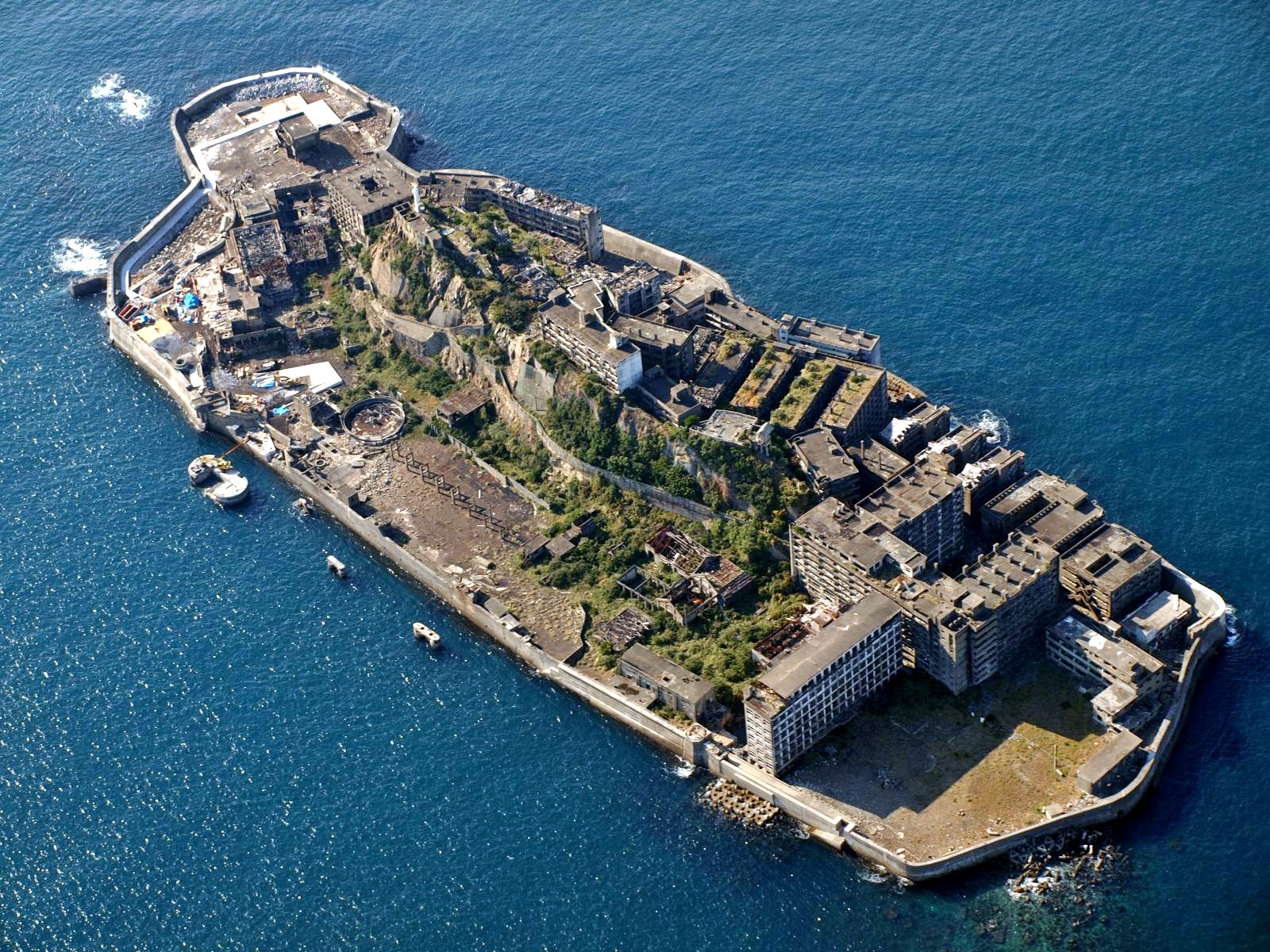
Ilha Hashima no Japão, atualmente, encontra-se abandonada.

Uma ilha é qualquer pedaço de terra subcontinental cercada por água. Sua etimologia latina, insula, originou o adjetivo insular. As três ilhas mais populosas do mundo atualmente são Honshu, Britânia e Java, sendo que a maior em área é a Groenlândia. No Brasil se destacam por relevância geopolítica a ilha Antônio Vaz, do Recife, ilha de Santa Catarina, de Vitória e do Marajó (todas com grande peso em seus estados e no caso das duas primeiras se vai além mesmo das divisas regionais).
Existem distinções entre os tipos principais de ilha: ilhas continentais, ilhas oceânicas, ilhas fluviais, ilhas fluviomarítimas e ilhas vulcânicas. Também existem algumas ilhas artificiais. 
- Ilhas continentais — situam-se próximas aos continentes, sendo ligadas a eles através da plataforma continental, como por exemplo Grã-Bretanha, Ilha de Man e Irlanda, entre outras;
- Ilhas oceânicas — são aquelas que se encontram em pleno oceano, distantes dos litorais continentais. São partes emersas de grandes cadeias de montanhas, como por exemplo as ilhas dos Açores e das Bermudas.
- Ilhas fluviomarítimas — são ilhas sedimentares costeiras, normalmente pantanosas, que se formam pela degradação do planalto.

Diversas ilhas próximas umas das outras formam um arquipélago.

## As maiores ilhas
A Gronelândia é, por definição, a maior ilha do mundo. Qualquer porção contínua de terra maior que a Gronelândia, como a Austrália, por exemplo, é considerado "Continente". Observe que ontologicamente não há uma separação entre os conceitos de "ilha" e "continente" a não ser a citada convenção: até o tamanho da Gronelândia é ilha, maior que isso é continente.
A Ilha do Bananal, no estado brasileiro do Tocantins, é considerada a maior ilha fluvial do mundo. A Ilha de Marajó, no estado brasileiro do Pará, é a maior ilha fluviomarinha do mundo. Já a ilha Manitoulin, no lago Huron, é a maior ilha em lagos de água doce, enquanto Samosir, na Indonésia, é a maior ilha dentro de outra ilha.
| Posição | Nome                         | Área (km²) | Estado(s) no seu território                |
| ------- | ---------------------------- | ---------- | ------------------------------------------ |
| 1       | Gronelândia                  | 2 130 800  | Gronelândia, região autónoma da Dinamarca  |
| 2       | Nova Guiné                   | 785 753    | Indonésia e Papua-Nova Guiné               |
| 3       | Bornéu                       | 748 168    | Indonésia, Malásia e Brunei                |
| 4       | Madagáscar                   | 587 713    | Madagáscar                                 |
| 5       | Ilha de Baffin               | 507 451    | Canadá                                     |
| 6       | Samatra                      | 443 066    | Indonésia                                  |
| 7       | Honshu                       | 225 800    | Japão                                      |
| 8       | Grã-Bretanha                 | 218 595    | Reino Unido                                |
| 9       | Ilha Victoria                | 217 291    | Canadá                                     |
| 10      | Ilha Ellesmere               | 196 235    | Canadá                                     |
| 11      | Celebes (Sulawesi)           | 180 681    | Indonésia                                  |
| 12      | Ilha Sul                     | 145 836    | Nova Zelândia                              |
| 13      | Java                         | 138 794    | Indonésia                                  |
| 14      | Ilha Norte                   | 111 583    | Nova Zelândia                              |
| 15      | Luzon                        | 109 965    | Filipinas                                  |
| 16      | Terra Nova                   | 108 860    | Canadá                                     |
| 17      | Cuba                         | 105 806    | Cuba                                       |
| 18      | Islândia                     | 101 826    | Islândia                                   |
| 19      | Mindanau                     | 97 530     | Filipinas                                  |
| 20      | Irlanda                      | 81 638     | Irlanda, Reino Unido                       |
| 21      | Hokkaido                     | 78 719     | Japão                                      |
| 22      | Hispaniola                   | 73 929     | República Dominicana, Haiti                |
| 23      | Sacalina                     | 72 493     | Rússia                                     |
| 24      | Ilha Banks                   | 70 028     | Canadá                                     |
| 25      | Sri Lanka                    | 65 268     | Sri Lanka                                  |
| 26      | Tasmânia                     | 64 519     | Austrália                                  |
| 27      | Ilha de Devon                | 55 247     | Canadá (maior ilha desabitada do mundo)    |
| 28      | Ilha Alexandre I             | 49 070     | Antártida                                  |
| 29      | Ilha Grande da Terra do Fogo | 47 401     | Argentina, Chile                           |
| 30      | Ilha Severny de Nova Zembla  | 47 079     | Rússia                                     |
| 31      | Ilha Berkner                 | 43 873     | Antártida                                  |
| 32      | Ilha Axel Heiberg            | 43 178     | Canadá                                     |
| 33      | Ilha Melville                | 42 149     | Canadá                                     |
| 34      | Ilha Southampton             | 41 214     | Canadá                                     |
| 35      | Ilha de Marajó               | 40 100     | Brasil (maior ilha fluviomarinha do mundo) |
| 36      | Spitsbergen (arq. Svalbard)  | 38 981     | Noruega                                    |
| 37      | Kyushu                       | 37 437     | Japão                                      |
| 38      | Nova Bretanha                | 35 145     | Papua-Nova Guiné                           |
| 39      | Taiwan                       | 34 507     | Taiwan (disputada pela China)              |
| 40      | Ilha do Príncipe de Gales    | 33 339     | Canadá                                     |
| 41      | Ilha Yuzhny de Nova Zembla   | 33 246     | Rússia                                     |
| 42      | Hainan                       | 33 210     | China                                      |
| 43      | Ilha Vancouver               | 31 285     | Canadá                                     |
| 44      | Timor                        | 28 418     | Timor-Leste/ Indonésia                     |